# Eratoidea hematita
Eratoidea hematita är en snäckart som först beskrevs av Kiener 1834.  Eratoidea hematita ingår i släktet Eratoidea och familjen Marginellidae. Inga underarter finns listade i Catalogue of Life.